# Lawrence Ofori
Lawrence Ofori (28 giugno 1998) è un calciatore ghanese, centrocampista del Moreirense.

## Caratteristiche tecniche
È un centrocampista offensivo.

## Carriera
Ha esordito in Primeira Liga il 10 febbraio 2019 con la maglia del Feirense disputando l'incontro perso 3-1 contro lo Sporting Lisbona.

## Statistiche
Statistiche aggiornate al 9 agosto 2019.

### Presenze e reti nei club
| Stagione        | Squadra         | Campionato      | Campionato | Campionato | Coppe nazionali | Coppe nazionali | Coppe nazionali | Coppe continentali | Coppe continentali | Coppe continentali | Altre coppe | Altre coppe | Altre coppe | Totale | Totale | Totale |
| Stagione        | Squadra         | Comp            | Pres       | Reti       | Comp            | Pres            | Reti            | Comp               | Pres               | Reti               | Comp        | Pres        | Reti        | Pres   | Reti   |        |
| --------------- | --------------- | --------------- | ---------- | ---------- | --------------- | --------------- | --------------- | ------------------ | ------------------ | ------------------ | ----------- | ----------- | ----------- | ------ | ------ | ------ |
| 2016            | WAFA            | PL              | 2          | 0          | CG              | 0               | 0               |                    | -                  | -                  |             | -           | -           | 2      | 0      |        |
| 2017-2018       | Leixões         | LdH             | 1          | 0          | CP+CdL          | 0+1             | 0               |                    | -                  | -                  |             | -           | -           | 2      | 0      |        |
| 2018-gen. 2019  | Leixões         | LdH             | 16         | 0          | CP+CdL          | 3+2             | 0               |                    | -                  | -                  |             | -           | -           | 21     | 0      |        |
| gen.-giu. 2019  | Feirense        | PL              | 8          | 0          | CP+CdL          | 0               | 0               |                    | -                  | -                  |             | -           | -           | 8      | 0      |        |
| Totale carriera | Totale carriera | Totale carriera | 27         | 0          |                 | 6               | 0               |                    | -                  | -                  |             | -           | -           | 33     | 0      |        |

## Palmarès

### Club

#### Competizioni nazionali
- Segunda Liga: 1

Moreirense: 2022-2023